# بوده ديفيس
بوده ديفيس (بالإنجليزية: Bode Davis)‏ هو لاعب كرة قدم أمريكي في مركز الوسط، ولد في 22 فبراير 2002 في ساندي في الولايات المتحدة. لعب مع ريال موناركس.

## وصلات خارجية
- بوده ديفيس على موقع الدوري الأمريكي (الإنجليزية)
- بوده ديفيس على موقع قاعدة بيانات كرة القدم.إي يو (الإنجليزية)
- بوده ديفيس على موقع Soccerway.com (الإنجليزية)